# بلدة هدسون (مقاطعة شرلفويإكس)
هدسون، مقاطعة شرلفويإكس (بالإنجليزية: Hudson Township, Charlevoix County, Michigan)‏ هي بلدة تقع بولاية ميشيغان في الولايات المتحدة. تبلغ مساحتها 92 (كم²)، وترتفع عن سطح البحر 383 م، بلغ عدد سكانها 639 نسمة في عام تعداد الولايات المتحدة 2000 حسب إحصاء مكتب تعداد الولايات المتحدة وتصل الكثافة السكانية فيها 7.2 نسمة/كم2.

## وصلات خارجية
- The US50 - Cities and Towns in Michigan State
- Michigan Cities and Towns, Facts, Map, Flag, Colleges, Government, and More